# مالديني بالي
مالديني بالي (بالإندونيسية: Maldini Pali)‏ هو لاعب كرة قدم إندونيسي في مركز الوسط، ولد في 27 يناير 1995 في ماموجو في إندونيسيا. لعب مع PSM Makassar ‏.